# Mwana Africa FC
Mwana Africa FC ist ein simbabwischer Fußballverein aus Bindura.
Dem Verein gelang 2006 der erstmalige Aufstieg in die Zimbabwe Premier Soccer League. Im Aufstiegsjahr erreichte der Verein das Finale um den Cup of Zimbabwe. Dort besiegten sie mit 1:0 den Chapungu United FC. Damit qualifizierten sie sich für den CAF Confederation Cup, wo sie bis in die Zwischenrunde vorstießen. Dort gewann der TP Mazembe, dennoch fand der Erfolg für das Erreichte im Land große Beachtung. 2007 stieg der Verein wieder aus der ersten Liga ab und damit begann der Fall des Vereines. Aktuell spielt er in der dritten Liga (Zifa Northern Region Division One).

## Statistik in den CAF-Wettbewerben
| Wettbewerb                 | Runde         | Gegner                     | Hinspiel | Rückspiel |  |
| -------------------------- | ------------- | -------------------------- | -------- | --------- |  |
|                            |               |                            |          |           |  |
| CAF Confederation Cup 2007 | Vorrunde      | Mundu SC                   | 3:0 (A)  | 3:1 (H)   |  |
|                            | 1. Runde      | GD Interclube              | 2:0 (H)  | 0:0 (A)   |  |
|                            | 2. Runde      | Étoile Filante Ouagadougou | 0:2 (A)  | 3:0 (H)   |  |
|                            | Zwischenrunde | Tout Puissant Mazembe      | 0:1 (A)  | 1:3 (H)   |  |